# Dinastia paleóloga

A águia bicéfala, o símbolo da dinastia paleóloga e, em sua época, do Império Bizantino

A dinastia paleóloga ou dos Paleólogos (em grego:  Παλαιολόγος, pl. Παλαιολόγοι - Palaiologoi) foi a última dinastia do Império Bizantino. Depois da Quarta Cruzada, membros da família fugiram para Niceia, e vieram a controlar o império que se reestruturou com base nessa cidade. Miguel VIII Paleólogo tornou-se imperador em 1259 e retomou Constantinopla em 1261. Os seus descendentes governaram o império até à queda de Constantinopla em 1453, tornando-se na mais duradoura das dinastias bizantinas.
O lema da família era "Βασιλεὺς Βασιλέων
Βασιλεύων Βασιλευόντων" (Basileus Basileon, Basileuon Basileuonton) ("Rei de reis, governando os governantes"). Devido às suas alianças matrimoniais com famílias do Ocidente, os Paleólogos foram a primeira família imperial a ter brasões e divisas no sentido ocidental; utilizavam quer a águia bicéfala negra em campo de ouro, quer esquartelado, em campo de gules (vermelho), quatro ""BB" de ouro.

## A dinastia paleóloga
Os Paleólogos eram, originalmente, pequenos membros da nobreza oriundos da Macedónia. O primeiro Paleólogo a figurar nos registos históricos é Jorge Paleólogo, um amigo de Aleixo I Comneno, mas desconhecem-se os seus antepassados. O primeiro a casar-se com um membro da família imperial foi um certo Aleixo Paleólogo, cuja esposa era uma neta de Zoé (Sofia) Ducena, a filha mais nova de Constantino X Ducas, e do seu marido Adriano Comneno, o irmão mais novo do imperador Aleixo I Comneno. Um outro Aleixo Paleólogo casou-se com Irene Angelina, filha mais velha de Aleixo  III Ângelo e de Eufrósine Ducena Camaterina. A filha deste casal, Teodora Paleóloga, casou-se com seu primo, Andrônico Paleólogo (que também descendia de Zoé), e foi progenitora da família imperial, uma vez que o seu filho veio a ser o imperador Miguel VIII Paleólogo.
Andrónico II Paleólogo, filho de Miguel VIII, casou-se com Ana da Hungria e foi pai de Miguel Paleólogo, por vezes referido como Miguel IX. O filho deste, neto de Andrónico II, foi Andrónico III Paleólogo.
João V foi o pai, com Helena Cantacuzena, filha de João VI Cantacuzeno, de Andrónico IV Paleólogo e de Manuel II Paleólogo.
Manuel II foi o pai de João VIII Paleólogo e de Constantino XI Paleólogo, o último imperador, bem como dos déspotas da Moreia Demétrio Paleólogo e Tomás Paleólogo e avô de André Paleólogo, o último Chefe da Casa Imperial de Paleólogo.
Demétrio, depois de ter dado um pretexto a Maomé II, o Conquistador para invadir a Moreia, foi derrubado e a sua filha Helena fez parte do harém do sultão durante algum tempo. Tomás, exilado em Veneza, vendeu o título imperial a Carlos VII de França, que, no entanto, nunca o empregou oficialmente.
Zoé, filha de Tomás, casou-se com Ivan III da Rússia e, regressando à fé ortodoxa, retomou o seu nome de baptismo Sofia. A sua influência na corte limitou o poder dos boiardos e levou, a prazo, à proclamação do duque da Moscóvia como Czar de todas as Rússias. A descendência masculina de Tomás extinguiu-se rapidamente, e os seus descendentes através de uma filha sua são, nos dias de hoje, os duques Castriota de San Pietro de Galatina, da aristocracia do sul de Itália.
Uma dessas descendentes femininas, a Princesa de Aremberg, casou-se no início do século XIX com um Conde Palatino de Zweibrücken, tornando, por exemplo, os duques da Baviera descendentes dos imperadores bizantinos. Também a rainha Ana, princesa de Bourbon-Parma, e consorte de Miguel I da Roménia, descende dos Aremberg, e é por isso igualmente descendente dos imperadores bizantinos.

### Um ramo mais jovem
Um filho mais novo de Andrónico II tornou-se senhor de Monferrato, herdando o título através da sua mãe. A sua dinastia senhorial, no norte de Itália, sobreviveu ao ramo imperial de Constantinopla. Esta herança veio a ser posteriormente incorporada, através do casamento, à família Gonzaga, senhores de Mântua. Mais tarde a sucessão passou para os duques da Lorena, cujo chefe veio a ser o progenitor dos imperadores Habsburgo-Lorena da Áustria.

### Imperadores da dinastia paleóloga
1. Miguel VIII Paleólogo
2. Andrónico III Paleólogo, filho de Miguel VIII
3. Miguel IX Paleólogo, coimperador, filho de Andrónico II
4. Andrónico III Paleólogo, filho de Miguel IX
5. João V Paleólogo, filho de Andrónico III (contestado por João VI Cantacuzeno), parente, pelo lado materno, dos Paleólogos
6. Andrónico IV Paleólogo, filho mais velho de João V
7. João VII Paleólogo, filho de Andrónico IV
8. Andrónico V Paleólogo, co-imperador, filho de João VII
9. Manuel II Paleólogo, filho mais novo de João V
10. João VIII Paleólogo, filho mais velho de Manuel II
11. Constantino XI Paleólogo, outro filho de Manuel II

## Relações dinásticas

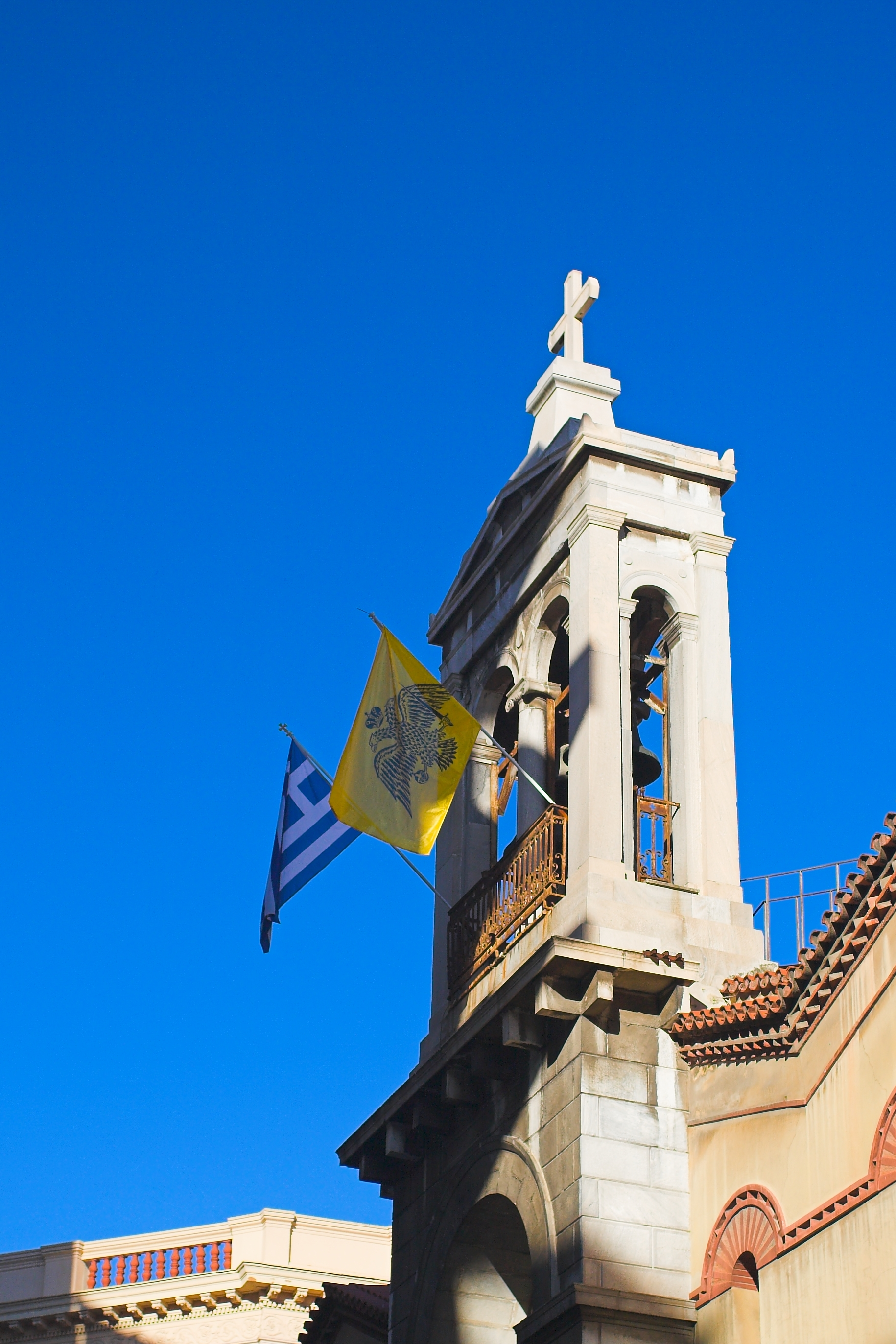
Igreja grega na actualidade, com a bandeira deste país e a bandeira com a águia bicéfala em fundo amarelo, hoje usada pela Igreja Ortodoxa.

O Império Bizantino restaurado pelos Paleólogos era muito débil quando comparado com o império pré-1204, pelo que os imperadores desta dinastia não se puderam dar ao luxo do "isolamento dourado" em que o império se mantivera anteriormente. O futuro Miguel VIII Paleólogo casou-se com os Ducas Vatatzes, parentes da família Vatatzes Láscaris, de modo a consolidar a sua posição no Império de Niceia.
Irene Paleóloga, irmã de Miguel VIII e filha de Andrónico Ducas Comneno Paleólogo e de Teodora, foi mãe de Maria Cantacuzena, que se casou com Constantino Tico da Bulgária e, depois, com Lacanas da Bulgária. Miguel VIII também foi o pai de Constantino, que, por sua vez, foi pai de João, que seria o sogro de Estêvão Uresis III da Sérvia.
Irene, filha de Miguel, casou-se com João Asen III da Bulgária; outra filha, Eudócia Paleóloga, casou-se com João II da Trebizonda;
Andrónico II Paleólogo casou-se com Ana da Hungria e foi o pai de Miguel Paleólogo, que faleceu antes do seu pai mas foi designado co-imperador. Este Miguel casou-se com uma princesa do Reino Arménio da Cilícia (Arménia Menor), Rita da Armênia. O filho de Miguel IX e neto de Andrônico II tornou-se Andrónico III Paleólogo. Teodora, uma filha de Miguel IX, casou-se com líderes búlgaros, primeiro com Teodoro Esvetoslau e, posteriormente, com Miguel Sismanes.
Com a sua segunda mulher, Irene de Monferrato, Andrônico II teve Simonida Paleóloga, que viria a ser a esposa de Estêvão Milutin da Sérvia.
Andrónico III Paleólogo casou-se primeiro com uma princesa de Brunsvique, Irene de Brunsvique, que morreu sem descendência, e, em segundas núpcias, com Ana de Saboia, que descendia de Balduíno I de Constantinopla. Foram os pais de João V Paleólogo, que foi obrigado a casar-se com Helena, filha de João VI Cantacuzeno.
De forma a obter apoio para derrubar João VI, João V deu a sua irmã, Maria, em casamento aos Gattilusio e recebeu o Ducado de Lesbos em contrapartida. Este casal fundou a família nobre que foi continuada na aristocracia genovesa, sendo antepassados dos príncipes do Mônaco.
Andrónico IV desposou Ceratza da Bulgária. Manuel II casou-se com uma filha de uma régulo do então desmembrado Império Sérvio, Helena Dragasa. Sofia Paleóloga, filha de Tomás Paleólogo, casou-se com Ivã III da Rússia.
Em 1446, Helena, irmã mais velha de Sofia, casou-se com Lázaro II Branković, um príncipe sérvio.

## História política

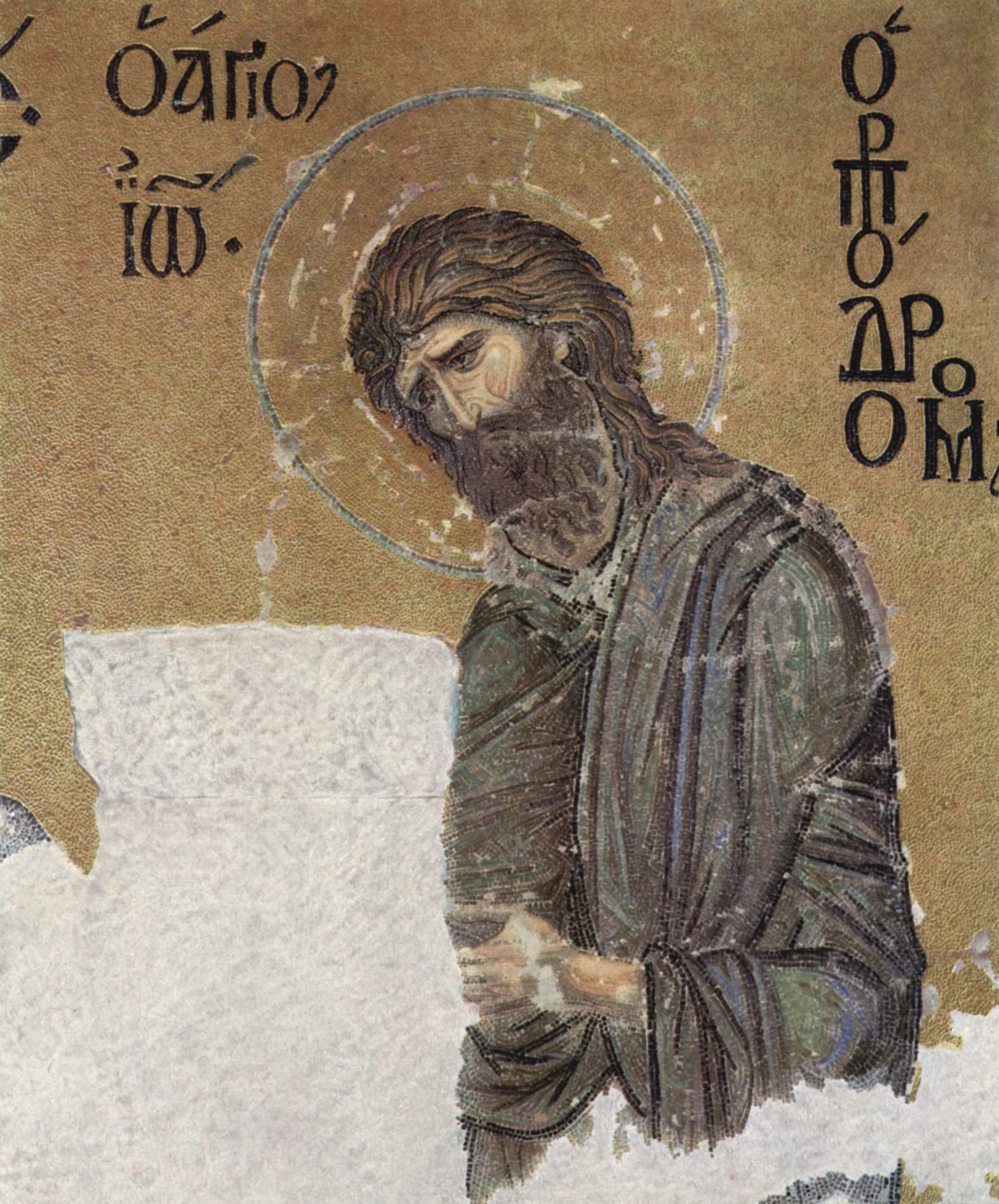
Mosaico bizantino do século 12.

Sob o governo dos Paleólogos, o Império Bizantino em fragmentação ainda se reclamava o herdeiro do Império Romano, embora estivesse centrado na tradição e cultura gregas. A expressão "Helenos" tornou a ser utilizada para os Bizantinos se identificarem a si próprios, depois de ter sido um sinónimo de "pagãos" durante séculos. A dinastia foi mecenas da literatura e das artes; Jorge Gemistos Pléton, entre outros, destaca-se. A controvérsia do Hesicasmo teve lugar durante o governo dos Paleólogos.
Nestes dias finais do império, o Peloponeso tornou-se na maior e mais rica região sob o controlo imperial, e era governado como um despotado por membros da família imperial, normalmente dois ou três dos irmãos mais novos conjuntamente. Apesar das frequentes disputas entre déspotas, estes revelaram-se caninamente fiéis ao imperador de Constantinopla (excepto quando um ou mais deles tentavam guindar-se ao trono imperial), enquanto as suas terras estavam cercadas pelos Venezianos e pelos Otomanos hostis. A capital do Despotado da Moreia era Mistra, uma grande fortaleza construída pelos Paleólogos perto de Esparta.
Os Paleólogos tentaram frequentemente acabar com o cisma entre as igrejas Católica e Ortodoxa, na esperança de que tal fato levaria os reinos ocidentais a apoiar os Bizantinos contra os Turcos. No entanto, todas as tentativas de reconciliação chocaram contra a feroz oposição da população.
A família tinha conexões em toda a Europa. Eles casaram-se com famílias reais da Bulgária, da Geórgia e da Sérvia, bem como famílias nobres de Trebizonda, do Epiro, da República de Génova, Monferrato, e Moscóvia.
Alguns membros da dinastia permaneceram (e prosperaram, até certo ponto) em Constantinopla muito tempo depois da conquista otomana. Documentos otomanos dos séculos XV e XVI identificaram fazendeiros e comerciantes chamados Comnenus bin Paleólogo, Yorgi bin Paleólogo, e Manuel Paleólogo.[carece de fontes?]